# Волчини
Волчини (пол. Wołczyny) — село в Польщі, у гміні Володава Володавського повіту Люблінського воєводства.
Населення — 58 осіб (2011).
У 1975-1998 роках село належало до Холмського воєводства.

## Демографія
Демографічна структура станом на 31 березня 2011 року:
|          | Загалом | Допрацездатний вік | Працездатний вік | Постпрацездатний вік |
| -------- | ------- | ------------------ | ---------------- | -------------------- |
| Чоловіки | 30      | 7                  | 18               | 5                    |
| Жінки    | 28      | 7                  | 10               | 11                   |
| Разом    | 58      | 14                 | 28               | 16                   |